# Red Crag
Der Red Crag ist ein Felsvorsprung aus rotem Lavagestein auf Deception Island im Archipel der Südlichen Shetlandinseln. Er ragt östlich des High Window und der Whalers Bay zwischen den Cathedral Crags und dem South East Point auf.
Der britische Geologe Donald Durston Hawkes (* 1934) vom Falkland Islands Dependencies Survey kartierte ihn 1961. Polnische Wissenschaftler benannten ihn 1999 nach seiner rötlichen Erscheinung.